# أليخاندرو سانشيز غوميز
أليخاندرو سانشيز غوميز (بالإسبانية: Alejandro Sánchez Gómez)‏ هو لاعب كرة قدم إسباني، ولد في 10 سبتمبر 1970 في مدريد في إسبانيا. لعب مع أتلتيكو مدريد ونادي خيتافي.